# Gone dau
Le gone dau (parfois gonedau) est une des langues fidjiennes orientales parlée dans les îles Gone et Dau, au large et à l'ouest de Vanua Levu. Il est parlé par 690 locuteurs (2000).